# بيترو دي جيورجيو
بيترو دي جيورجيو (بالإيطالية: Pietro De Giorgio)‏ (16 فبراير 1983 في إيطاليا - ) هو لاعب كرة قدم إيطالي في مركز الوسط. لعب مع نادي إمبولي ونادي بيروجيا ونادي سيتاديلا ونادي فروسينوني ونادي كروتوني ونادي مسينا ونادي نابولي وCavese 1919 ‏ وCavese 1919 ‏ وAS Melfi ‏ وASD Battipagliese ‏ وGiulianova Calcio ‏ وASD Victor San Marino ‏.

## روابط خارجية
- بيترو دي جيورجيو على موقع قاعدة بيانات كرة القدم.إي يو (الإنجليزية)
- بيترو دي جيورجيو على موقع Soccerway.com (الإنجليزية)
- بيترو دي جيورجيو على موقع عالم كرة القدم.نت (الإنجليزية)
- بيترو دي جيورجيو على موقع AS.com (الإسبانية)